# Ylli Szkodra
KS Ylli Szkodra – albański klub piłkarski, mający siedzibę w mieście Szkodra, w północno-zachodniej części kraju.

## Historia
Chronologia nazw:
- 1945: KS Ylli Szkodra
- 1945: klub rozwiązano

Klub sportowy KS Ylli został założony w miejscowości Szkodra w 1945 roku. Ylli (Ylli - pol. gwiazda) z Szkodry był jednym z dwóch klubów (Liria Korcza) zarządzanych przez wojsko, które rywalizowały w pierwszych powojennych mistrzostwach. Po wznowieniu w 1945 roku rozgrywek piłkarskich zespół startował w Kategoria e Parë, zajmując wysokie drugie miejsce w grupie B. Jednak oba kluby zostały rozwiązane pod koniec sezonu, a ich najlepsi gracze przeprowadzili się do Tirany, aby dołączyć do Ushtrii, co dosłownie oznacza armię. Ushtria rozegrała swój pierwszy mecz towarzyski 13 stycznia 1946 r. z obecnym mistrzem Albanii Vllaznią Shkodër w meczu, który zakończył się bezbramkowym remisem w Tiranie, rozgrywanym podczas ulewnych opadów deszczu. Drużyna rozegrała swój pierwszy mecz w charakterystycznych czerwonych koszulach z inicjałami każdego gracza na piersi. W następnym miesiącu, 4 lutego, Ushtria została przekształcona w zorganizowany klub sportowy Partizani Tirana, który miał zostać nazwany na cześć partyzantów albańskich, którzy walczyli o wyzwolenie kraju.

## Barwy klubowe, strój
| Czerwony |

Klub ma barwy czerwone.

## Sukcesy

### Trofea międzynarodowe
Nie uczestniczył w rozgrywkach europejskich (stan na 31-05-2019).

### Trofea krajowe
| \| \| Zdobyte trofea w rozgrywkach Albanii (stan na: 31-05-2019) \| |                                                            |      |          |
| Rozgrywki                                                           | Osiągnięcie                                                | Razy | Sezon(y) |
| Mistrzostwo                                                         | I miejsce                                                  | 0    |          |
| Mistrzostwo                                                         | II miejsce                                                 | 0    |          |
| Mistrzostwo                                                         | III miejsce                                                | 0    |          |
| Mistrzostwo                                                         | 2.miejsce                                                  | 1    | 1945 (B) |
| Albania                                                             | Zdobyte trofea w rozgrywkach Albanii (stan na: 31-05-2019) |      |          |

## Poszczególne sezony

### Rozgrywki międzynarodowe

#### Europejskie puchary
Nie uczestniczył w rozgrywkach europejskich.

### Rozgrywki krajowe
| \| Albania \| Bilans występów klubu w rozgrywkach piłkarskich Albanii (Stan na 31 maja 2019 r.) \| \| |                                                                                   |        |       |   |   |   |    |    |     |      |        |        |      |
| Poziom                                                                                                | Rozgrywki                                                                         | Sezony | Mecze | Z | R | P | B+ | B– | Pkt | Lata | Awanse | Spadki | Naj. |
| I | Kategoria e Parë                                                                  | 1      |       |   |   |   |    |    |     | 1945 | 0      | 0      | 2    |
| II | Kategoria e Dytë                                                                  | 0      |       |   |   |   |    |    |     |      |        |        |      |
| | Puchar Albanii                                                                    | 0      |       |   |   |   |    |    |     |      |        |        |      |
| Albania                                                                                               | Bilans występów klubu w rozgrywkach piłkarskich Albanii (Stan na 31 maja 2019 r.) |        |       |   |   |   |    |    |     |      |        |        |      |

## Struktura klubu

### Stadion
Klub piłkarski rozgrywa swoje mecze domowe na stadionie Ylli w Szkodrze, który może pomieścić 1000 widzów.

## Kibice i rywalizacja z innymi klubami

### Rywalizacja
Największymi rywalami klubu są inne zespoły z miasta oraz okolic.

### Derby
- Dinamo Szkodra
- Spartaku Szkodra
- Vllaznia Shkodër